# Inchaghaun
Inchaghaun (iriska: Inis an Ghainimh) är en ö i republiken Irland.   Den ligger i grevskapet County Galway och provinsen Connacht, i den västra delen av landet, 230 km väster om huvudstaden Dublin.